# سوزان إليزابيث فيليبس
سوزان إليزابيث فيليبس (بالإنجليزية: Susan Elizabeth Phillips)‏ (11 ديسمبر 1948، سينسيناتي في الولايات المتحدة)؛ كاتِبة وروائية أمريكية.